# مورتن تورزبی
مورتن تورزبی (زادهٔ ۵ مه ۱۹۹۶) بازیکن فوتبال اهل نروژ است که هم اکنون برای باشگاه فوتبال جنوا در پست هافبک  بازی می‌کند.